# Lisandro Gómez Quintero
Lisandro Gómez Quintero (San Juan, Argentina, 1 de julio de 1995) es un baloncestista argentino que actúa en la posición de escolta en GEPU de La Liga Federal. Es hermano del también baloncestista Taiel Gómez Quintero.

## Trayectoria

### Clubes
| Club                       | País      | Año             |
| -------------------------- | --------- | --------------- |
| Oberá                      | Argentina | 2012 - 2018     |
| Sportivo Suardi            | Argentina | 2018 - 2019     |
| Petrolero Argentino        | Argentina | 2019 - 2020     |
| San Isidro                 | Argentina | 2021            |
| Centro Español de Plottier | Argentina | 2021            |
| GEPU                       | Argentina | 2022            |
| Colón de Santa Fe          | Argentina | 2022 - 2023     |
| Independiente BBC          | Argentina | 2023 - 2024     |
| El Ceibo                   | Argentina | 2024            |
| GEPU                       | Argentina | 2025 - Presente |